# Aleksandr Cháyev
Aleksandr Cháyev (Unión Soviética, 17 de marzo de 1962) es un nadador soviético retirado especializado en pruebas de larga distancia estilo libre, donde consiguió ser subcampeón olímpico en 1980 en los 1500 metros.

## Carrera deportiva
En los Juegos Olímpicos de Moscú 1980 ganó la medalla de plata en los 1500 metros libre, con un tiempo de 15:14.30 segundos, tras el también soviético Vladimir Salnikov que batió el récord del mundo con 14:58.27 segundos, y por delante del australiano Max Metzker.
Y en el campeonato europeo de Split 1981 ganó junto con su equipo dos oros: en los relevos de 4x100 metros y 4x200 metros estilo libre.